# 吉田志織
吉田志織（日语：／ Yoshida Shiori；1997年3月21日—）是日本女演員、模特兒，出身自北海道，A.M.娛樂旗下藝人。

## 作品列表

### 電視劇
- 人渣的本願（2017年1月19日－4月6日，富士電視台 / 2017年1月13日－3月31日，FOD）：飾演 芽衣
- 不好意思，我們明天要結婚（2017年1月23日－3月20日，富士電視台）：飾演 木村美和子
- 路人超能100（2018年1月18日－3月22日，東京電視台 / 2018年1月12日－3月16日，Netflix）：飾演
- 假面同窗會（2019年6月1日－7月21日，東海電視台、富士電視台）：飾演 日比野真理
- 死役所 第8話（2019年12月4日，東京電視台）：飾演
- 謎樣的愛子（2021年4月12日－6月14日，富士電視台 / 2021年2月20日－4月24日，FOD）：飾演 北內廣子
- 無法結婚的理由（2021年4月18日－6月20日，朝日放送電視台）：飾演 川越靜香
- 被背叛的田川的憂鬱（2021年7月13日－8月31日，MBS）：飾演 茉拓
- 漂流者（2021年7月23日－9月24日，朝日電視台）：飾演 女高中生

### 電影
- 好想大聲說出心底的話。（2017年7月22日）：飾演 栃倉千穗
- 愛在末路之境（2020年9月11日）：飾演
- 吉娃娃羅曼死（2021年1月18日）：飾演

### 網絡劇
- 花予野獸（2017年10月30日－12月29日，dTV / FOD）：飾演 狐坂壽美禮
- 湘南純愛組！（2020年2月28日，Amazon Prime Video）：飾演 出雲真理子
- 惡魔拉法頌（2021年6月19日，Hulu）：飾演 井吹葉奈

## 外部連結
- 經紀公司個人資料頁面（日語）
- 吉田志織的Instagram帳戶
- 吉田志織的X（前Twitter）